# Szczyrbskie Jezioro (miejscowość)
Szczyrbskie Jezioro (słow. Štrbské Pleso, niem. Tschirmer See, węg. Csorbató) – miejscowość u podnóża Tatr Wysokich na Słowacji. Położone na południowym brzegu jeziora o tej samej nazwie Szczyrbskie Jezioro (słow. Štrbské pleso – drugi człon małą literą w odróżnieniu od nazwy miejscowości) i otoczone lasem świerkowym, zniszczonym jednak bardzo przez huraganowy wiatr w 2004. Ośrodek turystyczny i sportów zimowych. Osada jest położona na wysokości 1315–1385 m n.p.m.

## Stan prawny
Szczyrbskie Jezioro w latach 1999–2007 należało administracyjnie do miasta Wysokie Tatry. Decyzją Sądu Najwyższego Republiki Słowackiej z 3 maja 2007 miejscowość weszła od 1 stycznia 2008 w skład gminy Szczyrba jako jedna z trzech części (Szczyrba, Tatrzańska Szczyrba, Szczyrbskie Jezioro). Senat Sądu Konstytucyjnego stwierdził jednak, że decyzja ta jest niezgodna z ustawą restytucyjną, dlatego Szczyrbskie Jezioro miało stać się z powrotem częścią Wysokich Tatr. Ostateczna decyzja Sądu Najwyższego przyznała miejscowość ponownie gminie Szczyrba.

## Historia
W roku 1872 Jozef Szentivanyi, węgierski właściciel ziemski, wybudował na południowym brzegu Szczyrbskiego Jeziora myśliwską chatę, która stała się zarodkiem późniejszego turystycznego centrum Szczyrbskie Jezioro.

Droga będąca początkowym odcinkiem szlaku do Doliny Młynickiej, widoczne granie Soliska i Baszt

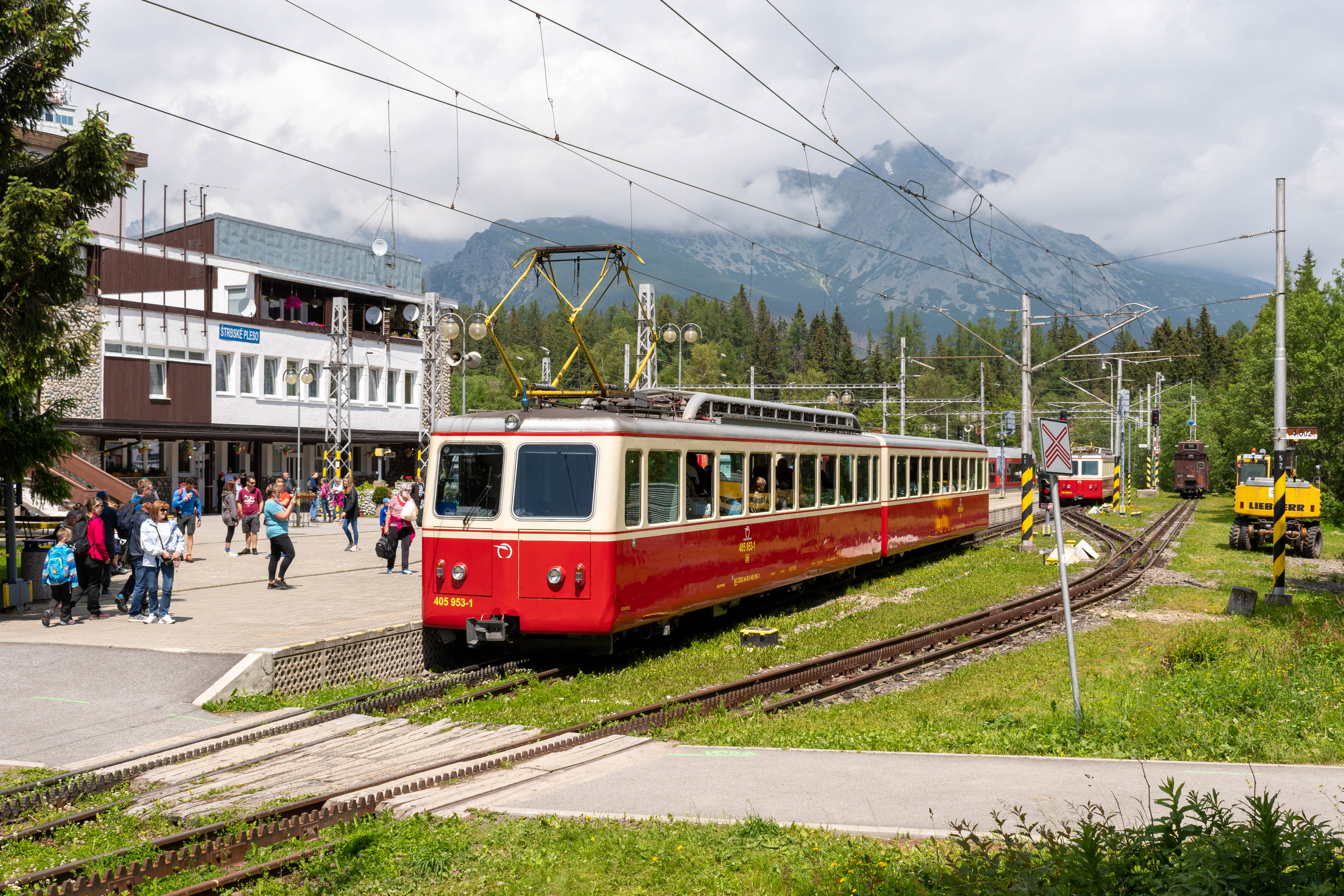
Kolejka zębata

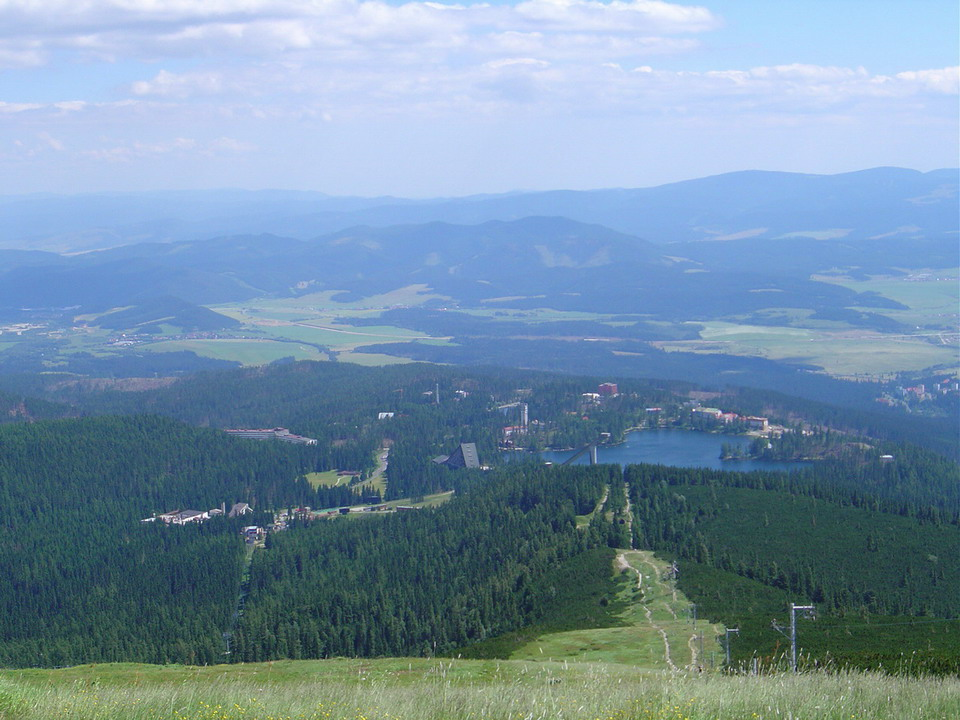
Szczyrbskie Jezioro ze Schroniska na Solisku

Węgierskie Towarzystwo Karpackie w roku 1875 zainspirowało budowę schroniska turystycznego. W krótkim czasie powstały dalsze hotele i restauracje, sanatorium i kilka willi. W roku 1885, ministerialną decyzją z dnia 4 kwietnia, przyznano osadzie status uzdrowiska. Od tego czasu corocznie, przez cały sezon letni, ordynował w osadzie stały lekarz uzdrowiskowy. Ukoronowaniem rozbudowy z czasów węgierskich było postawienie hoteli „Krywań” i „Hviezdoslav” (zaczęty w 1916 r., został ukończony i oddany do użytku w roku 1923).
W 1901 r. Szczyrbskie Jezioro odkupił od Szentivanyi'ego węgierski skarb państwa, po czym wynajął je spółce Wagons-Lits, będącej wówczas własnością wielkiego koncernu Thomas Cook Group. Ta utworzyła specjalną spółkę celową do zarządzania uzdrowiskiem. Po I wojnie światowej została ona przejęta przez nowo powstałe państwo czechosłowackie.
Najważniejszym czynnikiem decydującym o rozwoju miejscowości była budowa dogodnych połączeń komunikacyjnych. W roku 1876 wybudowano drogę jezdną Tatrzańska Szczyrba – Szczyrbskie Jezioro (w roku 1921 dostosowano ją do ruchu samochodów). W 1892 r. ówczesny właściciel miejscowości, Szentivanyi, wystąpił z inicjatywą budowy kolei zębatej, biegnącej mniej więcej równolegle do drogi. Dopiero jednak 4 lata później, 28 lipca 1896 r. Kolej Koszycko-Bogumińska (jako inwestor) oddała do eksploatacji wąskotorową kolej zębatą o rozstawie szyn 1000 mm (w roku 1933 zastąpiła ją komunikacja autobusowa). Z kolei w roku 1885 wybudowano drogę między Szczyrbskim Jeziorem a Starym Smokowcem, zaś w roku 1911 oddano do użytku kolej elektryczną. Obecnie do Szczyrbskiego Jeziora można dojechać krótką drogą dojazdową od skrzyżowania na podtatrzańskiej Drodze Wolności.
Po II wojnie światowej tzw. Nowe Szczyrbskie Jezioro przeznaczono na cele turystyczno-rekreacyjne, natomiast pozostałe obiekty przejęły w 1948 r. Československé štátne kúpele na cele lecznicze. W związku z przygotowaniami do narciarskich mistrzostw świata w 1970 roku postawiono szereg nowoczesnych budynków (np. Hotel Panoráma), aby zabezpieczyć odpowiednią liczbę noclegów i jadalni. Jednocześnie rozbudowano system komunikacji, łącznie z nową elektryczną „zębatką” z Tatrzańskiej Szczyrby, przejść, sklepów i usług, a przy wyjściu z Doliny Młynickiej powstało nowe centrum narciarskie. W połowie 1976 roku oddano do użytku wielkie, nowoczesne i samowystarczalne sanatorium „Helios” o 350 łóżkach (w tym 150 dla dzieci), przeznaczone do leczenia chorób górnych dróg oddechowych, zaś w grudniu tego samego roku Interhotel „Patria”.
W Szczyrbskim Jeziorze mieszkał Gustáv Nedobrý (1893–1966), jeden z założycieli wspinaczkowego klubu IAMES, organizator słowackiej turystyki, górskich przewodników i ratowników.

## Szlaki turystyczne
– czerwono znakowana Magistrala Tatrzańska od Rozdroża w Furkotnej Dolinie nad Szczyrbskie Jezioro, dalej wzdłuż jego brzegu i na północ w kierunku Popradzkiego Stawu.
- Czas przejścia od rozdroża do Szczyrbskiego Jeziora: 40 min w obie strony
- Czas przejścia ze Szczyrbskiego Jeziora do Rozdroża przy Popradzkim Stawie: 1:15 h, ↓ 1:05 h

   – nad Popradzki Staw prowadzi też szlak zielony, odchodzący od czerwonego i używany w zimie. Czas przejścia ze Szczyrbskiego Jeziora nad staw: 1:15 h, ↓ 1:05 h
  – żółty szlak zaczynający się na południowym brzegu Szczyrbskiego Jeziora i biegnący na północ do Doliny Młynickiej, stąd dalej aż na Bystrą Ławkę. Czas przejścia do Wodospadu Skok w Dolinie Młynickiej: 1:40 h, ↓ 1:10 h
  – niebieski szlak rozpoczynający się przy stacji kolei elektrycznej i wiodący zachodnim brzegiem jeziora do Schroniska na Solisku (Chata pod Soliskom). Czas przejścia do schroniska: 1:55 h, ↓ 1:25 h
  – zielony szlak (tzw. Niżni Podkrywański Chodnik rozpoczynający się na południowym krańcu jeziora i prowadzący na zachód powyżej Tatrzańskiej Drogi Młodości. Czas przejścia do Białego Wagu: 1 h w obie strony

## Sport
W miejscowości znajdują się dwie skocznie narciarskie: duża skocznia narciarska – nieczynna K120 oraz normalna K90, na których w 1970 roku rozgrywano Mistrzostwa Świata w Skokach Narciarskich. Trzykrotnie na skoczni normalnej rozgrywano mistrzostwa świata juniorów w narciarstwie klasycznym w 1990 (tylko skoki i kombinacja norweska), 2000 (skoki, biegi narciarskie i kombinacja norweska) i 2009 (tylko skoki i kombinacja norweska). Dawniej tu organizowano konkursy Pucharu Świata w skokach narciarskich (ostatni konkurs rozegrano w sezonie 1990/1991) oraz Pucharu Świata w kombinacji norweskiej (ostatni konkurs rozegrano w sezonie 2001/2002).
Ze szczytu dużej skoczni narciarskiej (K120) organizowane są skoki bungee.
W 2014 usytuowano tutaj metę jednego z etapów kolarskiego wyścigu Tour de Pologne. Etap wygrał Polak Rafał Majka.